# Josh Hammond
Joshua Paul Hammond (* 7. September 1979 in Boise, Idaho) ist ein US-amerikanischer Schauspieler, Synchronsprecher und Filmproduzent.

## Leben
Hammond wurde am 7. September 1979 in Boise geboren. Seit dem 11. April 2009 ist er in zweiter Ehe mit der Schauspielerin Kristina Page verheiratet. Die beiden sind Eltern zweier Kinder. Aus erster Ehe hat er ein weiteres Kind.
Er gab 1999 im Fernsehfilm Alien Arsenal – Welt in Gefahr in der Hauptrolle des Ralph sein Filmschauspieldebüt. Im selben Jahr wirkte er außerdem in den Fernsehserien Undressed – Wer mit wem? und Pacific Blue – Die Strandpolizei sowie im Spielfilm The Woman Chaser mit. Ab 1999 war er außerdem bis einschließlich 2000 in der Rolle des Flaco in fünf Episoden der Fernsehserie 100 gute Hundetaten zu sehen. In den nächsten Jahren folgten Besetzungen als Episodendarsteller in Fernsehserien wie Boston Public, Yes, Dear, Hallo Holly und Dawson’s Creek. 2003 war er unter anderen im Horrorfilm Jeepers Creepers 2 in der Rolle des Jake Spencer sowie im Science-Fiction-Film Timecop 2 – Entscheidung in Berlin in der Rolle des Michael Travis zu sehen. 2004 stellte er in drei Episoden der Fernsehserie Century City die Rolle des Scotty dar. Er spielte in den Spielfilmen President Evil und 7eventy 5ive mit. 2012 war er für den Animationsfilm Noah als Synchronsprecher tätig. Im selben Jahr debütierte er im Spielfilm Money Shot als Filmproduzent. Im Tierhorrorfilm Piranha Sharks mimte er die Rolle des Benny. Im selben Film ist auch seine Frau Kristina Page in einer Rolle zu sehen. Im selben Jahr fungierte er in Alice D als Filmproduzent.

## Filmografie (Auswahl)

### Schauspiel
- 1999: Alien Arsenal – Welt in Gefahr (Alien Arsenal, Fernsehfilm)
- 1999: Undressed – Wer mit wem? ((MTV's) Undressed, Fernsehserie)
- 1999: Pacific Blue – Die Strandpolizei (Pacific Blue, Fernsehserie, Episode 5x05)
- 1999: The Woman Chaser
- 1999–2000: 100 gute Hundetaten (100 Deeds for Eddie McDowd, Fernsehserie, 5 Episoden)
- 2000: City Guys (Fernsehserie, Episode 4x03)
- 2000: The Last Dance (Fernsehfilm)
- 2000: Boston Public (Fernsehserie, Episode 1x04)
- 2000: Damaged Goods (Fernsehfilm)
- 2001: Micro Mini Kids
- 2001: Knight Club
- 2001: Brotherhood: Die Macht des Blutes (The Brotherhood)
- 2001: Yes, Dear (Fernsehserie, Episode 2x07)
- 2002: Scorcher – Die Erde brennt (Scorcher)
- 2002: Dead Above Ground
- 2003: Hallo Holly (Fernsehserie, Episode 1x10)
- 2003: Dawson’s Creek (Fernsehserie, Episode 6x13)
- 2003: Black Cadillac
- 2003: Jeepers Creepers 2
- 2003: Timecop 2 – Entscheidung in Berlin (Timecop 2: The Berlin Decision)
- 2004: Lady Cops – Knallhart weiblich (The Division, Fernsehserie, Episode 4x01)
- 2004: Ring of Darkness (Fernsehfilm)
- 2004: Century City (Fernsehserie, 3 Episoden)
- 2004: CSI: NY (Fernsehserie, Episode 1x02)
- 2004: Blue Demon
- 2004: Las Vegas (Fernsehserie, Episode 2x06)
- 2005: Living with Fran (Fernsehserie, Episode 1x07)
- 2006: Scrubs – Die Anfänger (Scrubs, Fernsehserie, Episode 5x01)
- 2006: Malcolm mittendrin (Malcolm in the Middle, Fernsehserie, Episode 7x12)
- 2006: President Evil
- 2007: 7eventy 5ive
- 2010: A Lure: Teen Fight Club
- 2010: Pheromone (Kurzfilm)
- 2012: Rabid Love (Kurzfilm)
- 2012: Money Shot
- 2013: The House Across the Street
- 2013: Rabid Love
- 2013: The Penny Dreadful Picture Show
- 2013: American Girls
- 2014: The Day of the Living Dead
- 2014: Alice D
- 2014: Piranha Sharks
- 2015: Extracurricular Activities
- 2020: Edward (Kurzfilm)
- 2020: Happy Horror Days
- 2022: Drawn Into the Night

### Synchronisationen
- 2012: Noah (Animationsfilm)

### Produktion
- 2012: Money Shot
- 2014: Alice D